# Сімоне Мартіні
Сімоне Мартіні (італ. Simone Martini; 1284 — 1344) — італійський художник готичного періоду Відродження, майстер мініатюри та портрету, визначний представник Сієнської школи живопису.

## Життєпис

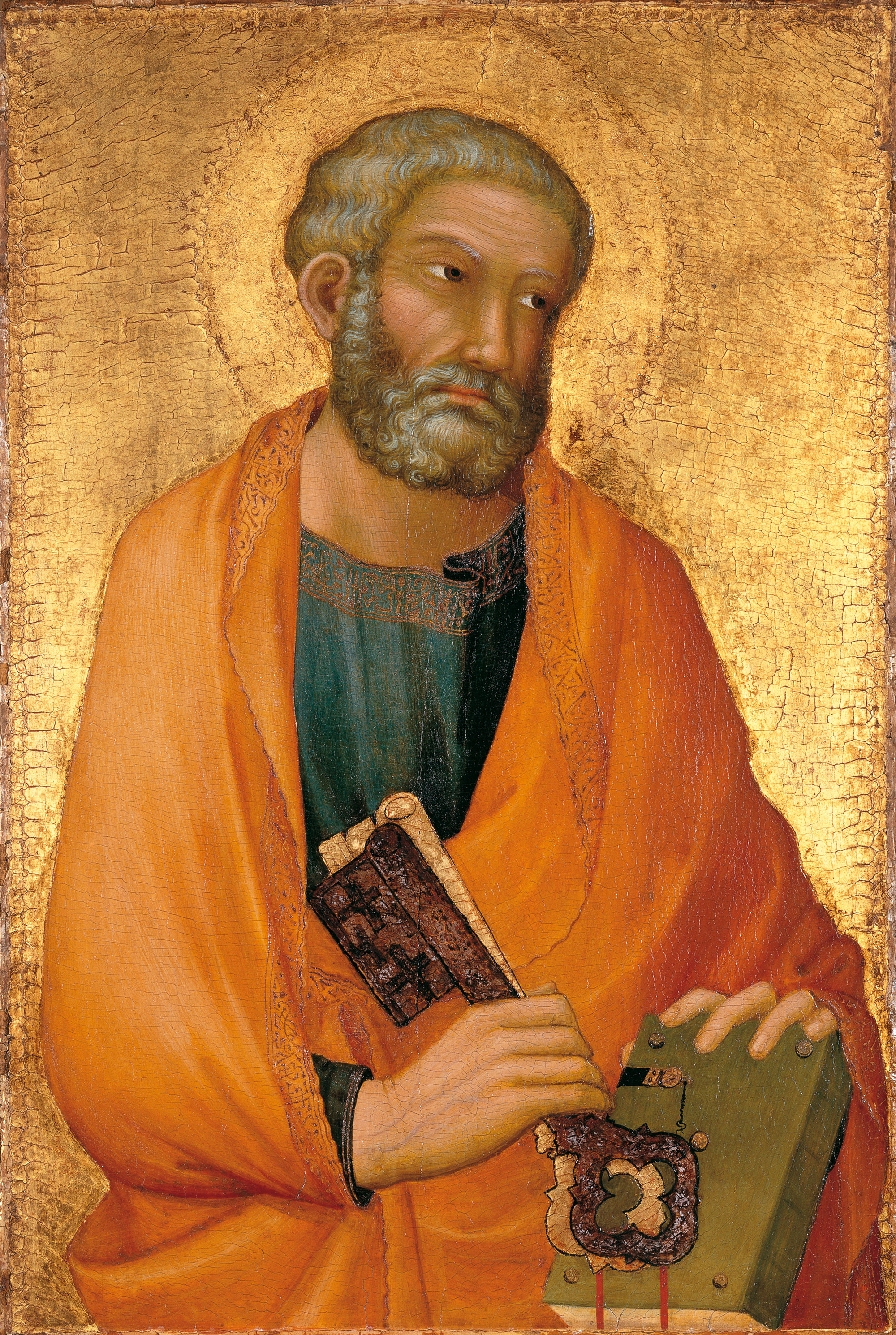
«Святий Петро», бл. 1926, Музей Тіссен-Борнеміса, Мадрид

Народився у місті Сієна. Про його батьків замало відомостей. Відомо, що Мартіні вчився у Дуччо ді Буонінсенья. У 1305 році виконав перші свої роботи, в яких помітний вплив його вчителя Дуччо. Сімоне займається переважно виконанням замовлень для місцевих церков та монастирів. Ймовірно він швидко досяг успіху та поваги.
З огляду на це у 1312 році йому доручають розпис Палацо Публіко — головної державної будівлі Сієнської республіки. Над цим замовленням працював досить довго, час від часу відлучаючись для виконання інших фресок (каплиця Святого Мартина у Ассізі у 1313–1318 роках з перервами). Мартіні завершив розпис Палацо Публіко у 1321 році. У 1317 році виконував деякі замовлення у Неаполі для короля Роберта I Анжуйського. Тут працював над вівтарем Святого Людовіка Тулузького. Як нагороду Мартіні отримує посвячення у лицарі. Тоді ж Сімоном Мартіні було написано перший в італійському живописі портрет живої людина — короля Роберта I. Час від час повертався до Сієни для роботи у Палацо Публіко. Виконання цього замовлення значно підняло авторитет Мартіні серед тогочасних художників. Досвід роботи у Сієні та Неаполі сприяв піднесенню Сімоне Мартіні як світського портретиста.
З 1318 року працює у Сієні, Орв'єто та Пізі, здебільшого над розписами вівтарів для церков. У 1325 році надовго переїздить до Сієни, де має багато замовлень, плідно працює. У 1330 році повертається до роботи над фресками у Палацо Публіко.
У 1335 році на запрошення папи римського Бенедикта XII переїздить до Авіньйону. Тут робить численні роботи для папського двору, кардиналів, приватних осіб. У Авіньйоні Мартіні затоваришував із Франческо Петраркою. У 1340 році папська курія визнала Сімоне Мартіні офіційним представником Сієнської школи. Саме у цьому місті Сімоне Мартіні помер у 1344 році.

## Творчість
Всього у доробку Мартіні близько 30 робіт. Попервах був під впливом робіт Дуччо ді Буонінсенья. Згодом виробив власний стиль. Його фрески та картини відрізняються більшим реалізмом образів за попередників. Полюбляв використовувати більш широку колірну гаму. Образи розташовував по діагональним паралельним лініям, які сходяться у глибині, створюючи ілюзію простору. Дотримувався чітких архітектурних рамок й реалістичної ілюзії світла і тіні, їх гру. Поєднував тонкість, вишуканість та витонченість образів та об'єктів, постійно вдосконалював натуралізм осіб.
Часто роботи поєднували в собі казкову атмосферу з гострим почуттям реальності.
Сімоне Мартіні мав багато учнів, зокрема, П'єтро Лоренцетті, Донато Мартіні, П'єтро і Наддо Чеккареллі, Федеріко та Ліппо Меммі.

## Вибрані твори серед збережених

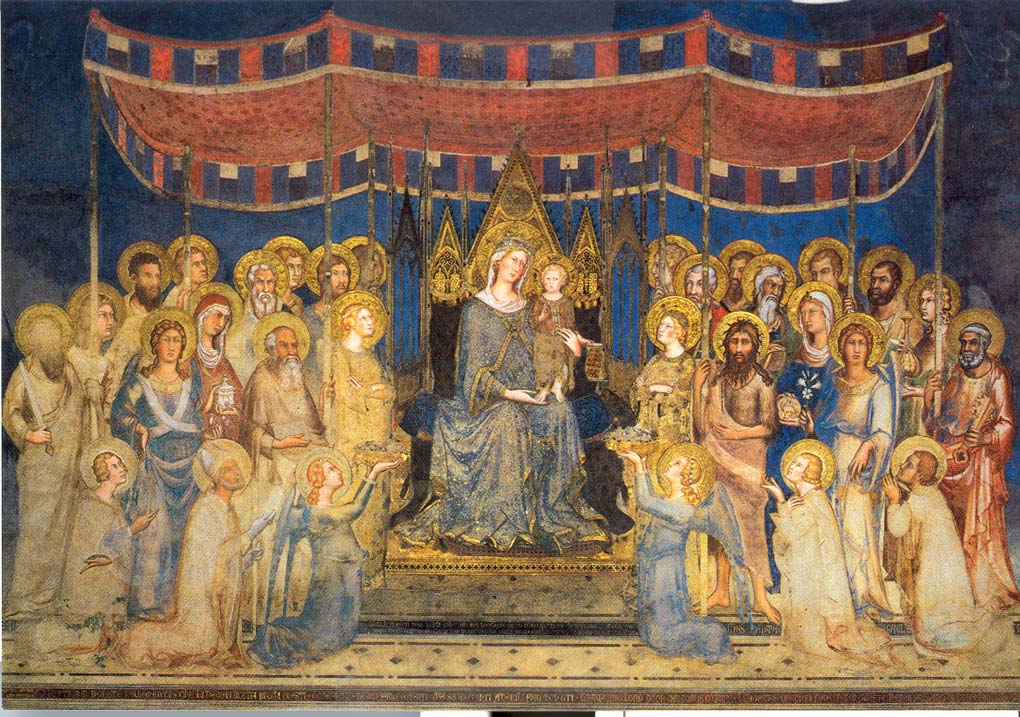
«Маеста», 1315—1321, Палацо Публіко, Сієна

- Мадонна з немовлям, 1305–1310 роки, Сієна
- Мадонна Милосердя, 1305–1310 роки, церква Сан-Бартоломео у Вертіні
- Розпяття, 13051310 роки, монастир капуцинів, Сієна
- Богородиця, 1310 рік, церква Сан-Лоренцо у Сан-Джиміньяно
- Маеста, 1310–1312 роки
- Маеста, 1312–1315, Палацо Публіко, Сієна
- Сцени з життя святого Мартина Турського, зображення святих, лицарів, єпископів та пап, пустельників, 1315–1318 роки, церква Св. Мартина в Ассізі
- Святий Людовик Тулузький, що коронує Роберта Анжуйського, 1317 рік, Неаполь
- Фрески зі святими, 1318 рік, у Нижній базиліці Сан-Франческо в Ассізі
- Розп'яття, 1316–1320 роки
- Вівтар Мадонна з немовлям та святими, 1318–1319 роки, церква Святого Августина у Сан-Джиміньяно
- Вівтар Мадонна з немовлям та святими, 1319–1320 роки, церква Санта Катерина у Пізі
- «Іоанн Богослов», 1320 рік
- Розп'яття, 1321–1322 роки, Сієна
- Вівтар Мадонна з немовлям і святими, 1320–1322 роки, церква Санта-Марія-дей-Сервія в Орвієто
- Вівтар Мадонна з немовлям і святими, 1321–1323 роки, стіл, церква Сан-Франческо в Орвієто
- Вівтар з Мадонною з немовлям і святими, 1323–1324 роки, церква Сан-Доменіко в Орвієто
- Вічне благословення янголів, 1320–1324 роки, Орвієто.
- Пророки, 1320–1325 роки
- Апостоли, 1320–1325 роки
- «Мадонна з немовлям», 1325 рік, церква Сан-Джованні Баттіста у Монтероні-д'Арбія.
- Вівтар Мадонна з немовлям і святими, 1326 рік, Сієна
- «Святий Петро», 1926, музей Тіссен-Борнеміса, Мадрид
- «Святий Владислав», 1325–1330 роки
- «Блаженний Агостіно Новелло та його чудеса», 1324–1329 роки, церква Святого Августина у Сієні
- Гвідоріччо да Фогліано захоплює Монтемасі, 1330 рік, фрески, Палацо Публіко, Сієна
- Благовіщення Пресвятої Богородиці зі святими, 1333 рік, галерея Уффіці, Флоренція
- Поліптих Орсіні, 1333–1337 роки
- «Розп'яття», 1333–1337 роки
- Мадонна Покори, 1336–1340 роки, собор Нотр-Дам-де-Домс в Авіньйоні
- «Благословення Христове», 1336–1340 роки, собор Нотр-Дам-де-Домс в Авіньйоні
- Фронтиспіс у рукописі Вергілія Мілані, 1340 рік.
- «Повернення Ісуса з Храму», 1342 рік